# Hartwig von Dassel (Jurist)
Hartwig von Dassel (* 1557 in Lüneburg; † Februar 1608 ebenda) war ein Rat und Rechtswissenschaftler.

## Leben
Hartwig stammte aus dem in Lüneburg ansässigen Zweig derer von Dassel, aus dem mehrere Bürgermeister der Stadt Lüneburg hervorgingen. Auch sein Vater Ludolph († 1591) war dort seit 1575 Bürgermeister. Er studierte an der Universität Jena und ab 1582 an der Universität Ingolstadt. Anschließend machte er eine Studienreise durch Italien. 1588 wurde er in Wien auf Empfehlung von Wiguleus Hund als Rechtsconsulent besonders in Diensten der beiden Erzherzöge Karl und Maximilian von Österreich tätig. Er war ein Befürworter der Hexenverfolgung.

“Daher ist nun die Schlussfolgerung des ganzen Rechtsbescheides, dass der Richter allen Fleiß anwende, um ein Geständnis der besagten Hexen zu erlangen, und wenn er es erreicht hat, demselben Rechtskraft zu verleihen und sie zur üblichen Strafe des Feuers bzw. der Verbrennung zu verurteilen. Wenn er ihnen jedoch das Eingeständnis der Vorwürfe nicht durch Folter  abzwingen kann, soll er sie dennoch keineswegs freilassen, sondern nichtsdestoweniger in beständiger Kerkerhaft halten. Dessen Schmutz und Dunkelheit wird ihnen vielleicht zuviel und sie werden endlich ihr Verbrechen gestehen, oder es kommen neue Beweise hinzu, durch die sie augenscheinlich überführt werden können, und dann hat der Richter genug, was er dann tun muss.”

1589 wurde er Sülzmeister an der Lüneburger Saline. Kaiser Rudolf II. machte ihn 1590 in Prag zum Doktor der Rechte und hernach zum Kaiserlichen und Erzherzöglich Österreichischen Rat.
1588 heiratete er Anne von Düsterhopen († 1593). Eine zweite Ehe ging er 1596 mit Agathe von Halle ein, aus der Johann Friedrich von Dassel († 1656) hervorging.

## Werke
- Panegyrici tres continentes vitas et res gestas trium Imperatorum Constantini, Caroli et Otthonis. 1588 und 1589;
- Consuetudines reipublicae Luneburgensis commentariis et additionibus illustratae. 1592 und 1598;

Digitalisat, Nationale I.-I.-Metschnikow-Universität Odessa
- Responsum juris in causa poenali maleficarum Winsiensium. 1597;
- Commentarius (de dividuis et individuis stipulationibus) explicans §. Cato leg. 4 Pand. de verb. oblig. 1600;
- Poematum libri IV. Accessit Epistolarum familiarum liber unus. 1603;
- Consultationum decisivarum dubiorum seu quaestionum aliquot in jure controversarum Vol. 1 (unicum). 1607.

Unter dem Titel "Consuitudines inclytae reipublicae Luneburgensis" wies er 1592 darauf hin, dass es in Lüneburg zwischen den Begriffen Stadtrecht, Statut und Gewohnheitsrecht noch keine eindeutigen Unterschiede gab. Der Göttinger Rechtsprofessor Christian Gottlieb Riccius stimmte dieser Einschätzung zu.